# بی۱ (کلاس‌بندی)

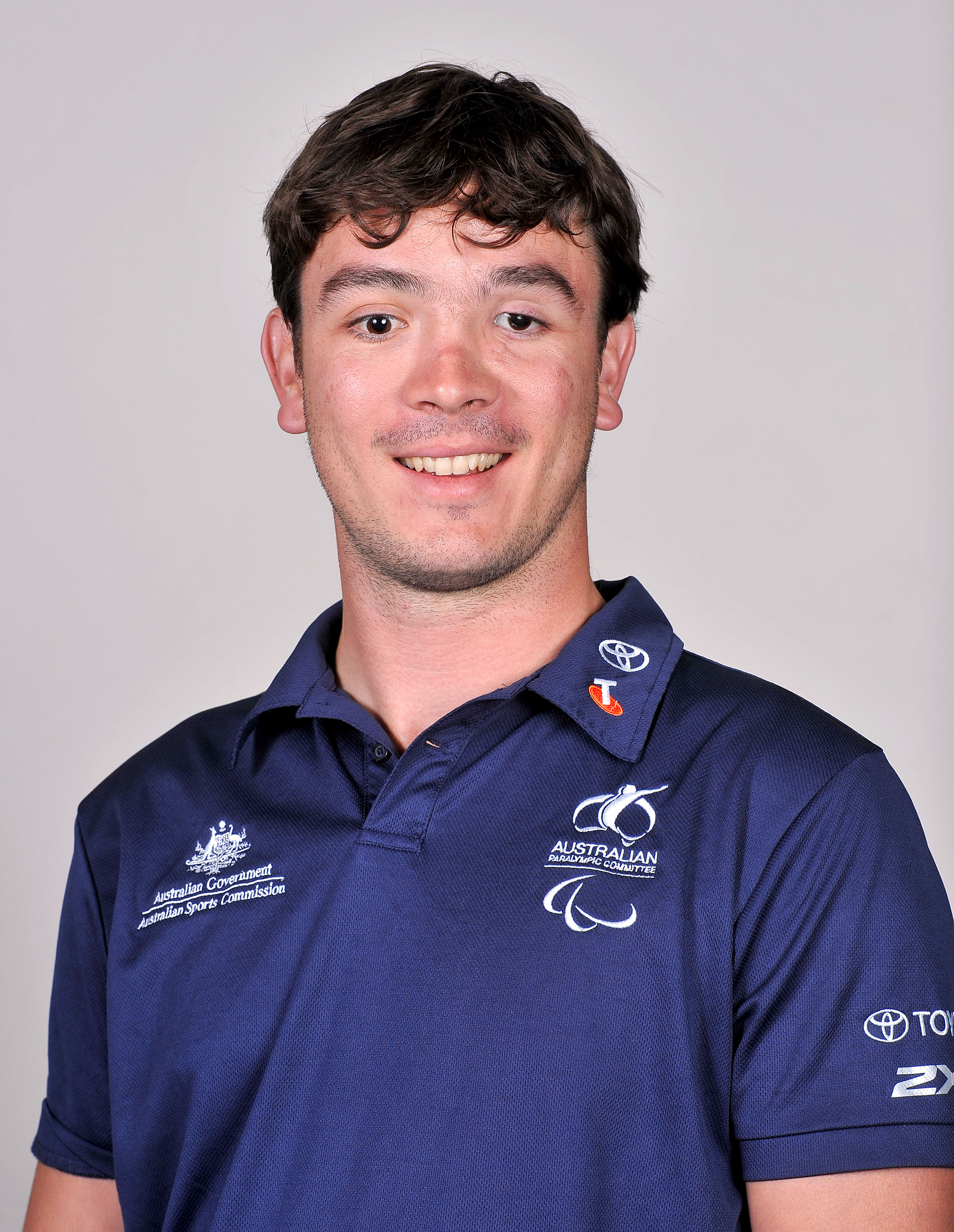
برایس لیندورس استرالیایی ورزشکاری در کلاس‌بندی بی۱ است.

بی۱ یک کلاس‌بندی ورزشی پارالمپیک برای کم‌بیناییان است. ورزشکاران این کلاس‌بندی یا به‌طور کامل یا تقریباً کاملاً نابینا هستند. کلاس‌بندی بی۱ به‌دست چندین ورزش نابینایان مانند تنیس نابینایان، اسکی آلپاین معلولان، اسکی نوردیک معلولان، کریکت نابینایان، گلف نابینایان، فوتبال پارالمپیک، گل‌بال و جودوی پارالمپیک به‌کار می‌رود. برخی دیگر از ورزش‌ها مانند روئینگ پارالمپیک، دو و میدانی و شنا، کلاس‌بندی‌هایی برابر بی۱ دارند.
کلاس‌بندی بی۱ برای نخستین بار توسط فدراسیون بین‌المللی ورزش‌های نابینایان (IBSA) در دههٔ ۱۹۷۰ ایجاد شد و از آن زمان عمدتاً دست‌نخورده باقی مانده است. هرچند تلاش‌هایی توسط کمیته بین‌المللی پارالمپیک (IPC) برای ایجاد یک کلاس‌بندی کارآمدتر و مبتنی بر شواهد بوده است. معمولاً، فدراسیون بین‌المللی ورزش‌های نابینایان مسئولیت کلاس‌بندی در سطح جهانی را بر عهده دارد اما گاهی توسط فدراسیون‌های ورزش ملی انجام می‌شود. برخی ورزش‌ها مانند دو و میدانی و دوچرخه‌سواری استثناهایی دارند که طبقه‌بندی توسط نهادهای حاکمیتی خودشان انجام می‌شود.

## تعریف
بی۱ یک کلاس‌بندی ورزشی معلولان برای افرادی است که نابینا در نظر گرفته می‌شوند. فدراسیون بین‌المللی ورزش‌های نابینایان (IBSA) این کلاس‌بندی را به عنوان حدت بینایی ضعیف‌تر از لاگ‌مار ۲٫۶۰ تعریف می‌کند. کمیته پارالمپیک کانادا این کلاس‌بندی را به صورت «بدون عملکرد بینایی» تعریف کرده است. این کلاس‌بندی توسط برخی دیگر از ورزش‌ها مانند گلف نابینایان قرض گرفته شده است که آن را به صورت «بدون درک نور در هر دو چشم، تا ادراک نور، اما ناتوانی در تشخیص شکل دست در هر فاصله یا در هر جهت» تعریف کرده است.

## تاریخچه
این کلاس‌بندی تاریخچهٔ خود را به دوران ابتدایی ورزش نابینایان می‌رساند. باور بر این بود که افرادی که اختلال بینایی کمتری داشتند نسبت به افرادی با اختلال بینایی بیشتر، برتری بالاتری داشتند. فدراسیون بین‌المللی ورزش‌های نابینایان، کلاس‌بندی‌هایی توسعه داد تا میان سطح‌های گوناگونی از حدت بینایی رقابت بیشتری تضمین شود.

## ورزش‌ها
در سطح پارالمپیک، شماری از ورزش‌ها این کلاس‌بندی یا دیگر کلاس‌بندی‌های ویژهٔ نابینایان را ندارند، مانند تیراندازی با کمان، شمشیربازی، وزنه‌برداری قدرتی، تیراندازی و تنیس روی میز. ورزش‌های واجد شرایط برای این کلاس‌بندی شامل روئینگ پارالمپیک، دو و میدانی، دوچرخه‌سواری، گل‌بال، جودو، اسکی آلپاین پارالمپیک، اسکی نوردیک پارالمپیک و شنا هستند.